# Porto Murtinho
Porto Murtinho – miasto i gmina w Brazylii, w stanie Mato Grosso do Sul.